# Оскар (кинопремия, 2024)
96-я церемония вручения наград премии Американской академии кинематографических искусств и наук «Оскар» за заслуги в области кинематографа за 2023 год состоялась 10 марта 2024 года в театре «Долби» в Голливуде (Лос-Анджелес, штат Калифорния). Начиная с этой церемонии действуют новые правила для улучшения разнообразия и интеграции.
Оглашение номинантов состоялось 23 января 2024 года.

## Список номинантов и лауреатов

### Фильмы с несколькими номинациями / победами
| Количество номинаций | Количество побед | Фильм                                    |
| -------------------- | ---------------- | ---------------------------------------- |
| 13                   | 7                | Оппенгеймер                              |
| 11                   | 4                | Бедные-несчастные                        |
| 10                   | 0                | Убийцы цветочной луны                    |
| 8                    | 1                | Барби                                    |
| 7                    | 0                | Маэстро                                  |
| 5                    | 1                | Американское чтиво                       |
| 5                    | 1                | Анатомия падения                         |
| 5                    | 2                | Зона интересов                           |
| 5                    | 1                | Оставленные                              |
| 3                    | 0                | Наполеон                                 |
| 2                    | 0                | Дайана Найэд                             |
| 2                    | 0                | Миссия невыполнима: Смертельная расплата |
| 2                    | 0                | Общество снега                           |
| 2                    | 0                | Прошлые жизни                            |
| 2                    | 0                | Создатель                                |

## Вручённые награды

### Основные категории
| Категории | Лауреаты и номинанты | Лауреаты и номинанты | Лауреаты и номинанты                                                                      |
| --- | --- | --- | ----------------------------------------------------------------------------------------- |
| Лучший фильм (награды вручал Аль Пачино)                                                                                         | • Оппенгеймер (продюсеры: Эмма Томас, Чарльз Ровен и Кристофер Нолан)                                                        | • Оппенгеймер (продюсеры: Эмма Томас, Чарльз Ровен и Кристофер Нолан)                                                                               | • Оппенгеймер (продюсеры: Эмма Томас, Чарльз Ровен и Кристофер Нолан)                     |
| Лучший фильм (награды вручал Аль Пачино)                                                                                         | • Американское чтиво (продюсеры: Бен Леклер, Никос Карамигиос, Корд Джефферсон и Джермейн Джонсон)                           | |                                                                                           |
| Лучший фильм (награды вручал Аль Пачино)                                                                                         | • Анатомия падения (продюсеры: Мари-Анж Люсьяни и Давид Тион)                                                                | |                                                                                           |
| Лучший фильм (награды вручал Аль Пачино)                                                                                         | • Барби (продюсеры: Дэвид Хейман, Марго Робби, Том Акерли и Робби Бреннер)                                                   | |                                                                                           |
| Лучший фильм (награды вручал Аль Пачино)                                                                                         | • Оставленные (продюсер: Марк Джонсон)                                                                                       | |                                                                                           |
| Лучший фильм (награды вручал Аль Пачино)                                                                                         | • Убийцы цветочной луны (продюсеры: Дэн Фридкин, Брэдли Томас, Мартин Скорсезе и Дэниел Лупи)                                | |                                                                                           |
| Лучший фильм (награды вручал Аль Пачино)                                                                                         | • Маэстро (продюсеры: Брэдли Купер, Стивен Спилберг, Фред Бернер, Эми Дернинг и Кристи Макоско Кригер)                       | |                                                                                           |
| Лучший фильм (награды вручал Аль Пачино)                                                                                         | • Прошлые жизни (продюсеры: Дэвид Инохоса, Кристин Вашон и Памела Коффлер)                                                   | |                                                                                           |
| Лучший фильм (награды вручал Аль Пачино)                                                                                         | • Бедные-несчастные (продюсеры: Эд Гини, Эндрю Лоу, Йоргос Лантимос и Эмма Стоун)                                            | |                                                                                           |
| Лучший фильм (награды вручал Аль Пачино)                                                                                         | • Зона интересов (продюсер: Джеймс Уилсон)                                                                                   | |                                                                                           |
| Лучшая режиссура (награду вручал Стивен Спилберг)                                                                                | | • Кристофер Нолан — «Оппенгеймер» | • Кристофер Нолан — «Оппенгеймер»                                                         |
| Лучшая режиссура (награду вручал Стивен Спилберг)                                                                                | • Жюстин Трие — «Анатомия падения»                                                                                           | |                                                                                           |
| Лучшая режиссура (награду вручал Стивен Спилберг)                                                                                | • Мартин Скорсезе — «Убийцы цветочной луны»                                                                                  | |                                                                                           |
| Лучшая режиссура (награду вручал Стивен Спилберг)                                                                                | • Йоргос Лантимос — «Бедные-несчастные»                                                                                      | |                                                                                           |
| Лучшая режиссура (награду вручал Стивен Спилберг)                                                                                | • Джонатан Глейзер — «Зона интересов»                                                                                        | |                                                                                           |
| Лучшая мужская роль (награду вручали Брендан Фрейзер, Николас Кейдж, Мэттью Макконахи, Бен Кингсли и Форест Уитакер)             | | • Киллиан Мерфи — «Оппенгеймер» (за роль Дж. Роберта Оппенгеймера)                                                                                  | • Киллиан Мерфи — «Оппенгеймер» (за роль Дж. Роберта Оппенгеймера)                        |
| Лучшая мужская роль (награду вручали Брендан Фрейзер, Николас Кейдж, Мэттью Макконахи, Бен Кингсли и Форест Уитакер)             | • Брэдли Купер — «Маэстро» (за роль Леонарда Бернстайна)                                                                     | |                                                                                           |
| Лучшая мужская роль (награду вручали Брендан Фрейзер, Николас Кейдж, Мэттью Макконахи, Бен Кингсли и Форест Уитакер)             | • Колман Доминго — «Растин» (за роль Байарда Растина)                                                                        | |                                                                                           |
| Лучшая мужская роль (награду вручали Брендан Фрейзер, Николас Кейдж, Мэттью Макконахи, Бен Кингсли и Форест Уитакер)             | • Пол Джаматти — «Оставленные» (за роль Пола Ханэма)                                                                         | |                                                                                           |
| Лучшая мужская роль (награду вручали Брендан Фрейзер, Николас Кейдж, Мэттью Макконахи, Бен Кингсли и Форест Уитакер)             | • Джеффри Райт — «Американское чтиво» (за роль Телониуса «Монка» Эллисона)                                                   | |                                                                                           |
| Лучшая женская роль (награду вручали Мишель Йео, Салли Филд, Дженнифер Лоуренс, Шарлиз Терон и Джессика Лэнг)                    | | • Эмма Стоун — «Бедные-несчастные» (за роль Беллы Бакстер / Виктории Блессингтон)                                                                   | • Эмма Стоун — «Бедные-несчастные» (за роль Беллы Бакстер / Виктории Блессингтон)         |
| Лучшая женская роль (награду вручали Мишель Йео, Салли Филд, Дженнифер Лоуренс, Шарлиз Терон и Джессика Лэнг)                    | • Аннетт Бенинг — «Дайана Найэд» (за роль Дайаны Найэд)                                                                      | |                                                                                           |
| Лучшая женская роль (награду вручали Мишель Йео, Салли Филд, Дженнифер Лоуренс, Шарлиз Терон и Джессика Лэнг)                    | • Лили Гладстоун — «Убийцы цветочной луны» (за роль Молли Бёркхарт)                                                          | |                                                                                           |
| Лучшая женская роль (награду вручали Мишель Йео, Салли Филд, Дженнифер Лоуренс, Шарлиз Терон и Джессика Лэнг)                    | • Сандра Хюллер — «Анатомия падения» (за роль Сандры Войтер)                                                                 | |                                                                                           |
| Лучшая женская роль (награду вручали Мишель Йео, Салли Филд, Дженнифер Лоуренс, Шарлиз Терон и Джессика Лэнг)                    | • Кэри Маллиган — «Маэстро» (за роль Фелиции Монтеалегре Бернстайн)                                                          | |                                                                                           |
| Лучшая мужская роль второго плана (награду вручали Ке Хью Кван, Сэм Рокуэлл, Тим Роббинс, Кристоф Вальц и Махершала Али)         | | • Роберт Дауни-мл. — «Оппенгеймер» (за роль Льюиса Штраусса)                                                                                        | • Роберт Дауни-мл. — «Оппенгеймер» (за роль Льюиса Штраусса)                              |
| Лучшая мужская роль второго плана (награду вручали Ке Хью Кван, Сэм Рокуэлл, Тим Роббинс, Кристоф Вальц и Махершала Али)         | • Стерлинг К. Браун — «Американское чтиво» (за роль Клиффорда «Клиффа» Эллисона)                                             | |                                                                                           |
| Лучшая мужская роль второго плана (награду вручали Ке Хью Кван, Сэм Рокуэлл, Тим Роббинс, Кристоф Вальц и Махершала Али)         | • Роберт Де Ниро — «Убийцы цветочной луны» (за роль Уильяма Кинга Хейла)                                                     | |                                                                                           |
| Лучшая мужская роль второго плана (награду вручали Ке Хью Кван, Сэм Рокуэлл, Тим Роббинс, Кристоф Вальц и Махершала Али)         | • Райан Гослинг — «Барби» (за роль Кена)                                                                                     | |                                                                                           |
| Лучшая мужская роль второго плана (награду вручали Ке Хью Кван, Сэм Рокуэлл, Тим Роббинс, Кристоф Вальц и Махершала Али)         | • Марк Руффало — «Бедные-несчастные» (за роль Дункана Уэддербёрна)                                                           | |                                                                                           |
| Лучшая женская роль второго плана (награду вручали Джейми Ли Кёртис, Мэри Стинберджен, Лупита Нионго, Рита Морено, Реджина Кинг) | | • Давайн Джой Рэндольф — «Оставленные» (за роль Мэри Лэмб)                                                                                          | • Давайн Джой Рэндольф — «Оставленные» (за роль Мэри Лэмб)                                |
| Лучшая женская роль второго плана (награду вручали Джейми Ли Кёртис, Мэри Стинберджен, Лупита Нионго, Рита Морено, Реджина Кинг) | • Эмили Блант — «Оппенгеймер» (за роль Кэтрин «Китти» Оппенгеймер)                                                           | |                                                                                           |
| Лучшая женская роль второго плана (награду вручали Джейми Ли Кёртис, Мэри Стинберджен, Лупита Нионго, Рита Морено, Реджина Кинг) | • Даниэль Брукс — «Цвет лиловый» (за роль Софии Джонсон)                                                                     | |                                                                                           |
| Лучшая женская роль второго плана (награду вручали Джейми Ли Кёртис, Мэри Стинберджен, Лупита Нионго, Рита Морено, Реджина Кинг) | • Америка Феррера — «Барби» (за роль Глории)                                                                                 | |                                                                                           |
| Лучшая женская роль второго плана (награду вручали Джейми Ли Кёртис, Мэри Стинберджен, Лупита Нионго, Рита Морено, Реджина Кинг) | • Джоди Фостер — «Дайана Найэд» (за роль Бонни Столл)                                                                        | |                                                                                           |
| Лучший оригинальный сценарий (награды вручали Октавия Спенсер и Мелисса Маккарти)                                                | | • Жюстин Трие и Артур Арари — «Анатомия падения» | • Жюстин Трие и Артур Арари — «Анатомия падения»                                          |
| Лучший оригинальный сценарий (награды вручали Октавия Спенсер и Мелисса Маккарти)                                                | • Дэвид Хемингсон — «Оставленные»                                                                                            | |                                                                                           |
| Лучший оригинальный сценарий (награды вручали Октавия Спенсер и Мелисса Маккарти)                                                | • Брэдли Купер и Джош Сингер — «Маэстро»                                                                                     | |                                                                                           |
| Лучший оригинальный сценарий (награды вручали Октавия Спенсер и Мелисса Маккарти)                                                | • Сценарий: Сэми Бёрч; Сюжет: Сэми Бёрч и Алекс Меканик — «Май декабрь»                                                      | |                                                                                           |
| Лучший оригинальный сценарий (награды вручали Октавия Спенсер и Мелисса Маккарти)                                                | • Селин Сон — «Прошлые жизни»                                                                                                | |                                                                                           |
| Лучший адаптированный сценарий (награду вручали Октавия Спенсер и Мелисса Маккарти)                                              | • Корд Джефферсон — «Американское чтиво» (на основе романа Персиваля Эверетта «Стирание»)                                    | • Корд Джефферсон — «Американское чтиво» (на основе романа Персиваля Эверетта «Стирание»)                                                           | • Корд Джефферсон — «Американское чтиво» (на основе романа Персиваля Эверетта «Стирание») |
| Лучший адаптированный сценарий (награду вручали Октавия Спенсер и Мелисса Маккарти)                                              | • Грета Гервиг и Ноа Баумбах — «Барби» (на основе персонажей, созданных Рут Хэндлер)                                         | |                                                                                           |
| Лучший адаптированный сценарий (награду вручали Октавия Спенсер и Мелисса Маккарти)                                              | • Кристофер Нолан — «Оппенгеймер» (на основе биографического романа «Американский Прометей» Кая Бёрда и Мартина Дж. Шервина) | |                                                                                           |
| Лучший адаптированный сценарий (награду вручали Октавия Спенсер и Мелисса Маккарти)                                              | • Тони Макнамара — «Бедные-несчастные» (на основе романа Аласдера Грея)                                                      | |                                                                                           |
| Лучший адаптированный сценарий (награду вручали Октавия Спенсер и Мелисса Маккарти)                                              | • Джонатан Глейзер — «Зона интересов» (на основе романа Мартина Эмиса)                                                       | |                                                                                           |
| Лучший анимационный полнометражный фильм (награды вручали Крис Хемсворт и Аня Тейлор-Джой)                                       | [[Файл:\|110px]] | • Мальчик и птица / 君たちはどう生きるか (Хаяо Миядзаки и Тосио Судзуки)                                                                            |                                                                                           |
| Лучший анимационный полнометражный фильм (награды вручали Крис Хемсворт и Аня Тейлор-Джой)                                       | [[Файл:\|110px]] | • Элементарно / Elemental (Питер Сон и Дениз Рим)                                                                                                   |                                                                                           |
| Лучший анимационный полнометражный фильм (награды вручали Крис Хемсворт и Аня Тейлор-Джой)                                       | [[Файл:\|110px]] | • Нимона / Nimona (Ник Бруно, Трой Куэйн, Карен Райан и Джули Закари)                                                                               |                                                                                           |
| Лучший анимационный полнометражный фильм (награды вручали Крис Хемсворт и Аня Тейлор-Джой)                                       | [[Файл:\|110px]] | • Мечты робота / Robot Dreams (Пабло Бергер, Ибон Корменсана, Игнаси Эстапе и Сандра Тапия Диас)                                                    |                                                                                           |
| Лучший анимационный полнометражный фильм (награды вручали Крис Хемсворт и Аня Тейлор-Джой)                                       | [[Файл:\|110px]] | • Человек-паук: Паутина вселенных / Spider-Man: Across the Spider-Verse (Кемп Пауэрс, Джастин К. Томпсон, Фил Лорд, Кристофер Миллер и Эми Паскаль) |                                                                                           |
| Лучший фильм на иностранном языке (награду вручали Бэд Банни и Дуэйн Джонсон)                                                    | • Зона интересов / The Zone of Interest (Великобритания), реж. Джонатан Глейзер                                              | • Зона интересов / The Zone of Interest (Великобритания), реж. Джонатан Глейзер                                                                     | • Зона интересов / The Zone of Interest (Великобритания), реж. Джонатан Глейзер           |
| Лучший фильм на иностранном языке (награду вручали Бэд Банни и Дуэйн Джонсон)                                                    | • Я — капитан / Io capitano (Италия), реж. Маттео Гарроне                                                                    | |                                                                                           |
| Лучший фильм на иностранном языке (награду вручали Бэд Банни и Дуэйн Джонсон)                                                    | • Идеальные дни / Perfect Days (Япония), реж. Вим Вендерс                                                                    | |                                                                                           |
| Лучший фильм на иностранном языке (награду вручали Бэд Банни и Дуэйн Джонсон)                                                    | • Общество снега / La sociedad de la nieve (Испания), реж. Х. А. Байона                                                      | |                                                                                           |
| Лучший фильм на иностранном языке (награду вручали Бэд Банни и Дуэйн Джонсон)                                                    | • Учительская / Das Lehrerzimmer (Германия), реж. Илькер Чатак                                                               | |                                                                                           |

### Другие категории
| Категории                                    | Лауреаты и номинанты                                                                                     |
| -------------------------------------------- | --- |
| Лучшая музыка к фильму                       | • Людвиг Йоранссон — «Оппенгеймер»                                                                       |
| Лучшая музыка к фильму                       | • Лора Карпман — «Американское чтиво»                                                                    |
| Лучшая музыка к фильму                       | • Джон Уильямс — «Индиана Джонс и Колесо судьбы»                                                         |
| Лучшая музыка к фильму                       | • Робби Робертсон — «Убийцы цветочной луны»                                                              |
| Лучшая музыка к фильму                       | • Джерскин Фендрикс — «Бедные-несчастные»                                                                |
| Лучшая песня к фильму                        | • What Was I Made For? — «Барби» — музыка и слова: Билли Айлиш и Финнеас О’Коннелл                       |
| Лучшая песня к фильму                        | • The Fire Inside — «Обжигающе горячий» — музыка и слова: Дайан Уоррен                                   |
| Лучшая песня к фильму                        | • I’m Just Ken — «Барби» — музыка и слова: Марк Ронсон и Эндрю Уайатт                                    |
| Лучшая песня к фильму                        | • It Never Went Away — «Американская симфония» — музыка и слова: Джон Батист и Дэн Уилсон                |
| Лучшая песня к фильму                        | • Wahzhazhe (A Song for My People) — «Убийцы цветочной луны» — музыка и слова: Скотт Джордж              |
| Лучший звук                                  | • «Зона интересов» — Тарн Уиллерс и Джонни Берн                                                          |
| Лучший звук                                  | • «Создатель» — Ян Фойгт, Эрик Адал, Итан Ван дер Рин, Том Озанич и Дин Зупанчич                         |
| Лучший звук                                  | • «Маэстро» — Стивен А. Морроу, Ричард Кинг, Джейсон Рудер, Том Озанич и Дин Зупанчич                    |
| Лучший звук                                  | • «Миссия невыполнима: Смертельная расплата» — Крис Манро, Джеймс Х. Мазер, Крис Бердон и Марк Тейлор    |
| Лучший звук                                  | • «Оппенгеймер» — Вилли Бертон, Ричард Кинг, Гэри А. Риццо и Кевин О’Коннелл                             |
| Лучшая работа художника-постановщика         | • «Бедные-несчастные» — Джеймс Прайс и Шона Хит (постановщики), Жужа Михалек (декоратор)                 |
| Лучшая работа художника-постановщика         | • «Барби» — Сара Гринвуд (постановщик), Кэти Спенсер (декоратор)                                         |
| Лучшая работа художника-постановщика         | • «Убийцы цветочной луны» — Джек Фиск (постановщик), Адам Уиллис (декоратор)                             |
| Лучшая работа художника-постановщика         | • «Наполеон» — Артур Макс (постановщик), Элли Грифф (декоратор)                                          |
| Лучшая работа художника-постановщика         | • «Оппенгеймер» — Рут Де Йонг (постановщик), Клэр Кауфман (декоратор)                                    |
| Лучшая операторская работа                   | • «Оппенгеймер» — Хойте ван Хойтема                                                                      |
| Лучшая операторская работа                   | • «Граф» — Эдвард Лэкмен                                                                                 |
| Лучшая операторская работа                   | • «Убийцы цветочной луны» — Родриго Прието                                                               |
| Лучшая операторская работа                   | • «Маэстро» — Мэттью Либатик                                                                             |
| Лучшая операторская работа                   | • «Бедные-несчастные» — Робби Райан                                                                      |
| Лучший грим и причёски                       | • «Бедные-несчастные» — Надя Стейси, Марк Кулир и Джош Уэстон                                            |
| Лучший грим и причёски                       | • «Голда. Судный день» — Карен Хартли Томас, Сьюзи Бэттерсби и Ашра Келли-Блу                            |
| Лучший грим и причёски                       | • «Маэстро» — Кадзу Хиро, Кей Георгиу и Лори Маккой-Белл                                                 |
| Лучший грим и причёски                       | • «Оппенгеймер» — Луиза Абель                                                                            |
| Лучший грим и причёски                       | • «Общество снега» — Ана Лопес-Пигсервер, Дэвид Марти и Монтсе Рибе                                      |
| Лучший дизайн костюмов                       | • «Бедные-несчастные» — Холли Уоддингтон                                                                 |
| Лучший дизайн костюмов                       | • «Барби» — Жаклин Дюрран                                                                                |
| Лучший дизайн костюмов                       | • «Убийцы цветочной луны» — Жаклин Уэст                                                                  |
| Лучший дизайн костюмов                       | • «Наполеон» — Джанти Йейтс и Дэйв Кроссман                                                              |
| Лучший дизайн костюмов                       | • «Оппенгеймер» — Эллен Мирожник                                                                         |
| Лучший монтаж                                | • «Оппенгеймер» — Дженнифер Лэйм                                                                         |
| Лучший монтаж                                | • «Анатомия падения» — Лорен Сенешаль                                                                    |
| Лучший монтаж                                | • «Оставленные» — Кевин Тент                                                                             |
| Лучший монтаж                                | • «Убийцы цветочной луны» — Тельма Скунмейкер                                                            |
| Лучший монтаж                                | • «Бедные-несчастные» — Йоргос Мавропсаридис                                                             |
| Лучшие визуальные эффекты                    | • «Годзилла: Минус один» — Такаси Ямадзаки, Киёко Сибуя, Масаки Такахаси и Тацудзи Нодзима               |
| Лучшие визуальные эффекты                    | • «Создатель» — Джей Купер, Иэн Комли, Эндрю Робертс и Нил Корбоулд                                      |
| Лучшие визуальные эффекты                    | • «Стражи Галактики. Часть 3» — Стефан Черетти, Алексис Вайсброт, Гай Уильямс и Тео Бялек                |
| Лучшие визуальные эффекты                    | • «Миссия невыполнима: Смертельная расплата» — Алекс Вуттке, Симона Коко, Джефф Сазерленд и Нил Корбоулд |
| Лучшие визуальные эффекты                    | • «Наполеон» — Чарли Хенли, Люк-Юэн Мартин-Фенуйе, Симона Коко и Нил Корбоулд                            |
| Лучший документальный полнометражный фильм   | • Мстислав Чернов, Мишель Мизнер и Рэйни Аронсон-Рат — «20 дней в Мариуполе»                             |
| Лучший документальный полнометражный фильм   | • Мозес Бвайо, Кристофер Шарп, Джон Баттсек — «Боби Вайн: Народный президент»                            |
| Лучший документальный полнометражный фильм   | • Майте Альберди, Хуан де Диос Ларраин, Пабло Ларраин и Росио Хадуэ — «Вечная память»                    |
| Лучший документальный полнометражный фильм   | • Каутер Бен Ханья и Надим Шейхруха — «Дочери Ольфы»                                                     |
| Лучший документальный полнометражный фильм   | • Ниша Пахуджа, Корнелия Принсипи и Дэвид Оппенгейм — «To Kill a Tiger»                                  |
| Лучший короткометражный документальный фильм | • Бен Праудфут и Крис Бауэрс — «Последняя ремонтная мастерская»                                          |
| Лучший короткометражный документальный фильм | • Шейла Невинс, Trish Adlesic — «Азбука запрета книг»                                                    |
| Лучший короткометражный документальный фильм | • Джон Хоффман и Кристин Тёрнер — «Парикмахер из Литл-Рока»                                              |
| Лучший короткометражный документальный фильм | • С. Лео Чианг и Jean Tsien — «Остров между ними»                                                        |
| Лучший короткометражный документальный фильм | • Шон Ван и Сэм Дэвис — «Бабушка и бабушка» («Nǎi Nai & Wài Pó»)                                         |
| Лучший игровой короткометражный фильм        | • Уэс Андерсон и Стивен Рейлз — «Чудесная история Генри Шугара»                                          |
| Лучший игровой короткометражный фильм        | • Мисан Харриман и Никки Бентам — «The After»                                                            |
| Лучший игровой короткометражный фильм        | • Венсан Рене-Лорти и Самуэль Кэрон — «Invincible»                                                       |
| Лучший игровой короткометражный фильм        | • Лассе Люскер Ноэр и Кристиан Норлюк — «Knight of Fortune»                                              |
| Лучший игровой короткометражный фильм        | • Назрин Чоудхури и Сара Макфарлейн — «Красный, белый и голубой»                                         |
| Лучший анимационный короткометражный фильм   | • Дэйв Маллинз и Брэд Букер — «Война закончена! Вдохновлено музыкой Джона и Йоко»                        |
| Лучший анимационный короткометражный фильм   | • Тал Кантор и Амит Джиселтер — «Письмо свинье»                                                          |
| Лучший анимационный короткометражный фильм   | • Джаред Хесс и Джеруша Хесс — «Девяносто пять чувств»                                                   |
| Лучший анимационный короткометражный фильм   | • Егане Могаддам — «Наша униформа»                                                                       |
| Лучший анимационный короткометражный фильм   | • Стефани Клемент и Марк Риус — «Толстокожий»                                                            |

### Специальные награды
| Награда                                                         | Лауреаты        |  |
| --------------------------------------------------------------- | --------------- |  |
| Награда имени Джина Хершолта                                    | • Мишель Саттер |  |
| Премия за выдающиеся заслуги в кинематографе (Почётный «Оскар») |                 |  |
| • Анджела Бассетт                                               |                 |  |
| • Мел Брукс                                                     |                 |  |
| • Кэрол Литтлтон                                                |                 |  |

## Рекорды церемонии
- В четвёртый раз одновременно 3 фильма получили 10 и более номинаций: 13 — «Оппенгеймер», 11 — «Бедные-несчастные» и 10 — «Убийцы цветочной луны».
- Джон Уильямс обновил установленный на предыдущей церемонии личный рекорд, в возрасте 92 лет став самым пожилым номинантом.
- Мартин Скорсезе побил рекорд Джона Хьюстона, в возрасте 81 года став самым пожилым номинантом в категории «Лучшая режиссура».
- Лили Гладстоун (из рода черноногих и нимипуу в резервации в Монтане) стала первой американской актрисой индейского происхождения, номинированной в категории «Лучшая женская роль».
- Дайан Уоррен после 15 номинации без награды стала самым безуспешно номинированным композитором наряду с Алексом Нортом и Томасом Ньюманом.

## Красная дорожка
В целом было отмечено проявленное актрисами стремление к классическому голливудскому гламуру. Стилистами были выделены два основных тренда на красной дорожке: сияюще-серебряный цвет, представленный в узком, струящемся силуэте, и навеянный «Барби» кукольно-розовый вкупе с пышным объёмом. Первому тренду последовали Аня Тейлор-Джой (современная интерпретация платья Кристиана Диора «Венера», 1949), Флоренс Пью (Del Core), Эмили Блант (Schiaparelli), Шарлиз Терон (Dior), Лупита Нионго (Armani) и Эмма Стоун (Louis Vuitton). Второму тренду последовали Арианда Гранде в узком платье с объёмной накидкой (Jiambattista Valli) и Леа Льюис (Lever Couture). Оба цветовых тренда соединились в облегающих платьях Америки Феррера (Versace) и Зендеи (Armani).
Классический чёрный для своих нарядов выбрали Кэри Маллиган (реплика платья Кристобаля Баленсиаги, 1951), Сандра Хюллер (Schiaparelli), Даниэль Брукс (Dolce & Gabbana) и Рита Морено (Badgley Mischka). Появление Марго Робби в чёрном (Versace), хотя она ожидалась в розовом, было отмечено как заявление актрисы о том, что её «Барби» осталась в прошлом.
Кроме того, была отмечена команда фильма «Годзилла», вышедшая получать свой «Оскар» с игрушечными Годзиллами в руках и в оригинальной обуви, отсылающей к фильму. 
Одними из худших нарядов церемонии были названы «школьный» костюм Билли Айлиш (Chanel) и узкая «тройка» из цветного блестящего шёлка Дуэйна Джонсона (Dolce & Gabbana). В целом мужчины критиковались за расслабленный «пляжный» стиль (Райан Гослинг в Gucci) и отсутствие галстуков (Гослинг и Джонсон, Роберт Дауни, Брэдли Купер, Симу Лю и другие).
Ряд приглашённых появился на церемонии с красными значками в знак поддержки мирного разрешения палестино-израильского конфликта.

## Критерии, предъявляемые к фильмам
Начиная с 96-й церемонии вручения наград премии «Оскар» для фильмов, выпущенных в 2023 году, Академия установила набор «стандартов репрезентации и включения», которым киноработа должна соответствовать, чтобы быть номинированной в категории «Лучший фильм». 
Существует четыре общих стандарта, из которых лента должна соответствовать двум, чтобы быть номинированной в категории «Лучший фильм»: 
1. представление на экране, темы и повествования;
2. творческое лидерство и проектная команда;
3. доступ к индустрии и возможности;
4. развитие аудитории[4].

Как объяснил сайт Vox, стандарты «в основном делятся на две большие группы: 
- стандарты, способствующие более инклюзивному представительству;
- стандарты, способствующие более инклюзивной занятости»[5].

Стандарты предназначены для предоставления более широких возможностей в:
- трудоустройстве в актёрском составе или съёмочной группе;
- получении доступа к студийному обучению и стажировкам;
- достижении руководящих должностей в сферах развития, маркетинга, рекламы и распространения женщинами, членами слабо представленных расовых и этнических групп, представителями ЛГБТК+, а также лицами с когнитивными или физическими недостатками, глухими или слабослышащими[4].